# Josef Feuerer
Josef Feuerer (* 9. November 1911 in Regensburg; † 14. Januar 1942 im KZ Gusen) war ein Widerstandskämpfer gegen das NS-Regime.

## Leben
Nach dem Besuch der Volksschule erlernte Feuerer den Beruf eines Kellners in einer Hotelfachschule. Ab 1930 war er als Wagenkellner bei der MITROPA beschäftigt. Feuerer engagierte sich für die SPD, wenngleich er später zeitweise bestritt, Mitglied in der Partei gewesen zu sein. Zugleich stand er dem Reichsbanner Schwarz-Rot-Gold nahe.
Nach der Machtübernahme der Nationalsozialisten war Feuerer in der Widerstandsgruppe Rote Rebellen aktiv. Bei illegalen Tätigkeiten arbeitete er eng mit Franz Faltner zusammen. Feuerer beteiligte sich am Schmuggel und an der Verteilung verbotener sozialdemokratischer Zeitschriften. Dabei nutzte er seine Anstellung bei der MITROPA. Zudem war er in die Vorbereitungen eines Sprengstoffanschlages auf den Münchener Hauptbahnhof involviert. Dabei handelte es sich um die Planung einer symbolischen Aktion gegen die NS-Diktatur, bei der keine Menschen zu Schaden kommen sollten.
Am 28. April 1935 wurde Feuerer verhaftet. Nach langer Untersuchungshaft verurteilte ihn der Volksgerichtshof am 24. März 1937 wegen „Vorbereitung zum Hochverrat“ zu einer dreijährigen Zuchthausstrafe und drei Jahren Ehrverlust. Seine Beteiligung an strafbaren Handlungen wurde als wesentlich geringer als die seines Mitstreiters Franz Faltner angesehen. Nach Verbüßung der Haftstrafe, auf die die Zeit der Untersuchungshaft angerechnet wurde, wurde Feuerer am 22. Juni 1938 in das KZ Dachau überführt. Von dort aus wurde er am 27. September 1939 in das KZ Mauthausen verschleppt. Im Januar 1941 starb er in einem der Außenlager des KZ Gusen. Als Todesursache wurde eine Lungen- bzw. Darmerkrankung angegeben. Nach anderen Angaben soll Feuerer im KZ ermordet worden sein.